# Franklin Santana
Franklin Elias Santana Bermudez, conosciuto semplicemente come Franklin Santana, (Caracas, 6 aprile 1972), è un modello e attore venezuelano.

## Carriera
Ex judoka di categoria junior, Santana comincia la propria carriera nel 1994, quando viene notato da un agente di moda a Miami Beach, che lo vuole per la campagna pubblicitaria dell'azienda Levi's.
In seguito a questa esperienza Santana comparirà anche in altre campagne pubblicitarie fra cui quelle dalla Compagnia delle Indie, Grana Padano, Coca Cola, IBM, Nike, Nescafé, Fila e Martini (al fianco di Naomi Campbell). Inoltre sfila per importanti case di moda internazionali come Ferrè, Missoni, Soprani, Gaultier, Emporio Armani, Versace, Moschino, Laura Biagiotti, Corneliani, Calvin Klein, Andrew Mackenzie e Polo Sport. Nel 2001 ha collaborato alla realizzazione di una linea di gioielli chiamata FKS, che è anche il suo soprannome.
Grazie alla popolarità acquisita Franklin Santana viene scelto come "Carramba Boy" nella trasmissione Carramba che sorpresa! di Raffaella Carrà ed in seguito ottiene una piccola parte nel 2003 nel film cinematografico Ricordati di me di Gabriele Muccino, nel film spagnolo Predeterminados, nel film italiano indipendente Said e nella fiction TV Un papà quasi perfetto. Ha inoltre lavorato nei cortometraggi Scacco matto, Il paziente deluso e Innamorato. Nel 2005 ha preso parte alla seconda edizione del reality show La talpa dove viene eliminato a due puntate dalla fine e nel 2009 in un episodio della terza stagione de L'ispettore Coliandro. Ha inoltre lavorato a teatro nel musical Affetti collaterali insieme a Nadia Rinaldi, per la regia di Marco Piccinetti. Nel 2010 partecipa al quinto episodio di Squadra antimafia - Palermo oggi 2.
È stato sentimentalmente legato alla modella russa Ludmilla Radčenko, conosciuta durante La talpa dal 2005 al 2008. Dichiara più volte di essere molto amico della cantautrice statunitense Anastacia, che conobbe nel 1994 in una palestra a Miami e con la quale ha avuto una breve relazione tra il 2001 ed il 2002.